# Liga de Naciones de Voleibol Femenino de 2018
La Liga de Naciones de Voleibol Femenino de 2018 fue la primera edición del torneo anual más importante de selecciones nacionales de voleibol femenino, el evento fue organizado por la Federación Internacional de Voleibol (FIVB) y en su primer año contó con 16 equipos. Fue el reemplazo del Grand Prix Mundial. La fase final se disputó en el Olympic Sports Centre de Nankín, China.

## Equipos participantes
16 equipos calificaron para la competencia. 12 de ellos calificaron como equipos principales que no descienden y otros 4 equipos fueron seleccionados como equipos desafiantes que podrán ser relegados del torneo.
|                     | AVC                                 | CEV                                               | NORCECA              | CSV       |
| ------------------- | ----------------------------------- | ------------------------------------------------- | -------------------- | --------- |
| Equipos principales | China Corea del Sur Japón Tailandia | Alemania Italia Países Bajos Rusia Serbia Turquía | Estados Unidos       | Brasil    |
| Equipos desafiantes |                                     | Bélgica Polonia                                   | República Dominicana | Argentina |

## Sistema de competición

### Ronda preliminar
Los 16 equipos fueron distribuidos en 4 grupos de 4 equipos cada semana, compitiendo durante 5 semanas en formato de todos contra todos con un equipo principal siendo anfitrión de cada grupo. Todos los equipos compitieron a partido único. Los cinco mejores equipos clasificados jugaron la ronda final junto al equipo organizador de la misma. El último equipo invitado clasificado en la ronda preliminar perdió la condición de desafiante.

### Ronda final
Los 6 equipos en la ronda final se dividiieron en 2 grupos determinados por el sistema serpentino. El equipo anfitrión estuvo en la primera posición y los otros equipos fueron asignados por su clasificación en la ronda preliminar. Los 2 mejores equipos de cada grupo jugaron las semifinales. Los equipos ganadores jugaron en el partido final por la medalla de oro.

## Formato del torneo[5]
| Semana 1                                  | Semana 1                                         | Semana 1                                               | Semana 1                                      | Semana 2                                        | Semana 2                            | Semana 2                              | Semana 2                                      |
| Grupo 1 Ekaterimburgo                     | Grupo 2 Ningbo                                   | Grupo 3 Lincoln                                        | Grupo 4 São Paulo                             | Grupo 5 Toyota                                  | Grupo 6 Suwon                       | Grupo 7 Macao                         | Grupo 8 Ankara                                |
| ----------------------------------------- | ------------------------------------------------ | ------------------------------------------------------ | --------------------------------------------- | ----------------------------------------------- | ----------------------------------- | ------------------------------------- | --------------------------------------------- |
| Argentina Países Bajos Rusia Tailandia    | Bélgica China Corea del Sur República Dominicana | Estados Unidos Italia Polonia Turquía                  | Alemania Brasil Japón Serbia                  | Bélgica Estados Unidos Japón Países Bajos       | Alemania Corea del Sur Italia Rusia | China Polonia Serbia Tailandia        | Argentina Brasil República Dominicana Turquía |
| Semana 3                                  | Semana 3                                         | Semana 3                                               | Semana 3                                      | Semana 4                                        | Semana 4                            | Semana 4                              | Semana 4                                      |
| Grupo 9 Apeldoorn                         | Grupo 10 Kraljevo                                | Grupo 11 Bangkok                                       | Grupo 12 Hong Kong                            | Grupo 13 Róterdam                               | Grupo 14 Jiangmen                   | Grupo 15 Nakhon Ratchasima            | Grupo 16 Bydgoszcz                            |
| Brasil Corea del Sur Países Bajos Polonia | Bélgica Rusia Serbia Turquía                     | Alemania Estados Unidos República Dominicana Tailandia | Argentina China Italia Japón                  | Italia Países Bajos República Dominicana Serbia | Brasil China Estados Unidos Rusia   | Corea del Sur Japón Tailandia Turquía | Alemania Argentina Bélgica Polonia            |
| Semana 5                                  |                                                  |                                                        |                                               |                                                 |                                     |                                       |                                               |
| Grupo 17 Stuttgart                        | Grupo 18 Wałbrzych                               | Grupo 19 Éboli                                         | Grupo 20 Santa Fe                             |                                                 |                                     |                                       |                                               |
| Alemania China Países Bajos Turquía       | Japón Polonia República Dominicana Rusia         | Bélgica Brasil Italia Tailandia                        | Argentina Corea del Sur Estados Unidos Serbia |                                                 |                                     |                                       |                                               |

## Ronda preliminar

### Posiciones
| Posición | Equipo               | Partidos | Partidos | Partidos | Pts | Sets | Sets | Sets  | Puntos | Puntos | Puntos |
| Posición | Equipo               | PJ       | PG       | PP       | Pts | SG   | SP   | Ratio | PG     | PP     | Ratio  |
| -------- | -------------------- | -------- | -------- | -------- | --- | ---- | ---- | ----- | ------ | ------ | ------ |
| 1.º      | Estados Unidos       | 15       | 13       | 2        | 40  | 42   | 8    | 5.250 | 1227   | 997    | 1.231  |
| 2.º      | Serbia               | 15       | 12       | 3        | 37  | 41   | 15   | 2.733 | 1324   | 1142   | 1.159  |
| 3.º      | Brasil               | 15       | 12       | 3        | 35  | 40   | 20   | 2.000 | 1376   | 1229   | 1.120  |
| 4.º      | Países Bajos         | 15       | 12       | 3        | 34  | 39   | 18   | 2.167 | 1327   | 1176   | 1.128  |
| 5.º      | Turquía              | 15       | 11       | 4        | 35  | 40   | 19   | 2.105 | 1351   | 1244   | 1.086  |
| 6.º      | Italia               | 15       | 10       | 5        | 29  | 34   | 22   | 1.545 | 1230   | 1136   | 1.083  |
| 7.º      | Rusia                | 15       | 8        | 7        | 23  | 26   | 29   | 0.897 | 1194   | 1198   | 0.997  |
| 8.º      | Polonia              | 15       | 8        | 7        | 22  | 29   | 29   | 1.000 | 1298   | 1211   | 1.072  |
| 9.º      | China                | 15       | 7        | 8        | 22  | 29   | 27   | 1.074 | 1237   | 1178   | 1.050  |
| 10.º     | Japón                | 15       | 7        | 8        | 20  | 27   | 31   | 0.871 | 1209   | 1273   | 0.950  |
| 11.º     | Alemania             | 15       | 5        | 10       | 15  | 23   | 35   | 0.657 | 1220   | 1315   | 0.928  |
| 12.º     | Corea del Sur        | 15       | 5        | 10       | 14  | 16   | 34   | 0.471 | 1022   | 1141   | 0.896  |
| 13.º     | Bélgica              | 15       | 4        | 11       | 12  | 18   | 36   | 0.500 | 1115   | 1250   | 0.892  |
| 14.º     | República Dominicana | 15       | 3        | 12       | 12  | 17   | 37   | 0.459 | 1072   | 1245   | 0.861  |
| 15.º     | Tailandia            | 15       | 2        | 13       | 7   | 17   | 41   | 0.415 | 1218   | 1355   | 0.899  |
| 16.º     | Argentina            | 15       | 1        | 14       | 3   | 5    | 42   | 0.119 | 830    | 1161   | 0.715  |

     - Clasificadas a la ronda final.
     - Clasificada a la ronda final como organizador.
     - Excluida de la Liga de Naciones 2019.

Actualizado al 14-06-2018. Fuente: VNL

### Resultados

#### Semana 1
- Del 15 al 17 de mayo

Grupo 1
- Sede:  Palace of Sports
- Todos los horarios corresponden a la hora de Ekaterimburgo, Rusia ( UTC+05:00 )

| Fecha      | Hora  | Equipo 1  | Sets  | Equipo 2     | Set 1 | Set 2 | Set 3 | Set 4 | Set 5 | Total   |
| ---------- | ----- | --------- | ----- | ------------ | ----- | ----- | ----- | ----- | ----- | ------- |
| 15 de mayo | 16:30 | Tailandia | 0 : 3 | Países Bajos | 20-25 | 24-26 | 13-25 |       |       | 57–76   |
| 15 de mayo | 19:00 | Rusia     | 3 : 1 | Argentina    | 20-25 | 25-13 | 25-13 | 25-22 |       | 95–71   |
| 16 de mayo | 16:30 | Argentina | 1 : 3 | Países Bajos | 25-22 | 19-25 | 8-25  | 18-25 |       | 70–97   |
| 16 de mayo | 19:00 | Rusia     | 3 : 1 | Tailandia    | 25-23 | 13-25 | 25-18 | 30-28 |       | 93 – 94 |
| 17 de mayo | 16:30 | Argentina | 0 : 3 | Tailandia    | 17-25 | 17-25 | 16-25 |       |       | 50 – 75 |
| 17 de mayo | 19:00 | Rusia     | 0 : 3 | Países Bajos | 22-25 | 20-25 | 25-27 |       |       | 67 – 77 |

Grupo 2
- Sede:  Beilun Sport and Art Centre
- Todos los horarios corresponden a la hora de Ningbo, China ( UTC+08:00 )

| Fecha      | Hora  | Equipo 1             | Sets  | Equipo 2             | Set 1 | Set 2 | Set 3 | Set 4 | Set 5 | Total   |
| ---------- | ----- | -------------------- | ----- | -------------------- | ----- | ----- | ----- | ----- | ----- | ------- |
| 15 de mayo | 16:00 | Bélgica              | 3 : 0 | Corea del Sur        | 25-18 | 25-22 | 25-21 |       |       | 75–61   |
| 15 de mayo | 19:30 | China                | 3 : 0 | República Dominicana | 25-17 | 25-15 | 25-11 |       |       | 75–43   |
| 16 de mayo | 16:00 | República Dominicana | 2 : 3 | Corea del Sur        | 24-26 | 27-25 | 25-21 | 14-25 | 12-15 | 102–112 |
| 16 de mayo | 19:30 | China                | 3 : 0 | Bélgica              | 25-14 | 25-20 | 25-13 |       |       | 75–47   |
| 17 de mayo | 16:00 | República Dominicana | 2 : 3 | Bélgica              | 16-25 | 25-18 | 18-25 | 25-19 | 7-15  | 91–102  |
| 17 de mayo | 19:30 | China                | 0 : 3 | Corea del Sur        | 15-25 | 15-25 | 13-25 |       |       | 43–75   |

Grupo 3
- Sede:  Devaney Arena
- Todos los horarios corresponden a la hora de Lincoln, Estados Unidos ( UTC-05:00 )

| Fecha      | Hora  | Equipo 1       | Sets  | Equipo 2 | Set 1 | Set 2 | Set 3 | Set 4 | Set 5 | Total   |
| ---------- | ----- | -------------- | ----- | -------- | ----- | ----- | ----- | ----- | ----- | ------- |
| 15 de mayo | 17:00 | Turquía        | 3 : 0 | Italia   | 25-21 | 25-21 | 25-20 |       |       | 75–62   |
| 15 de mayo | 19:30 | Estados Unidos | 3 : 1 | Polonia  | 28-26 | 25-22 | 22-25 | 25-15 |       | 100–88  |
| 16 de mayo | 17:00 | Polonia        | 3 : 2 | Italia   | 21-25 | 25-14 | 19-25 | 25-17 | 15-12 | 105–93  |
| 16 de mayo | 19:30 | Estados Unidos | 2 : 3 | Turquía  | 26-28 | 19-25 | 25-20 | 26-24 | 14-16 | 110–113 |
| 17 de mayo | 17:00 | Turquía        | 3 : 0 | Polonia  | 25-21 | 25-17 | 25-23 |       |       | 75–61   |
| 17 de mayo | 19:30 | Estados Unidos | 3 : 0 | Italia   | 25-21 | 25-18 | 25-21 |       |       | 75–60   |

Grupo 4
- Sede:  Ginásio Poliesporitvo José Corrêa
- Todos los horarios corresponden a la hora de Sao Paulo, Brasil ( UTC-03:00 )

| Fecha      | Hora  | Equipo 1 | Sets  | Equipo 2 | Set 1 | Set 2 | Set 3 | Set 4 | Set 5 | Total |
| ---------- | ----- | -------- | ----- | -------- | ----- | ----- | ----- | ----- | ----- | ----- |
| 15 de mayo | 15:05 | Brasil   | 1 : 3 | Alemania | 25-15 | 22-25 | 18-25 | 20-25 |       | 85–90 |
| 15 de mayo | 17:30 | Japón    | 0 : 3 | Serbia   | 18-25 | 17-25 | 22-25 |       |       | 57–75 |
| 16 de mayo | 15:05 | Brasil   | 3 : 1 | Japón    | 22-25 | 25-18 | 25-23 | 25-11 |       | 97–77 |
| 16 de mayo | 17:30 | Alemania | 0 : 3 | Serbia   | 16-25 | 21-25 | 17-25 |       |       | 54–75 |
| 17 de mayo | 15:05 | Brasil   | 3 : 1 | Serbia   | 23-25 | 25-22 | 25-14 | 25-21 |       | 98–82 |
| 17 de mayo | 17:30 | Alemania | 1 : 3 | Japón    | 21-25 | 23-25 | 25-21 | 17-25 |       | 86–96 |

#### Semana 2
- Del 22 al 24 de mayo

Grupo 5
- Sede:  Sky Hall Toyota
- Todos los horarios corresponden a la hora de Toyota, Japón ( UTC+09:00 )

| Fecha      | Hora  | Equipo 1     | Sets  | Equipo 2       | Set 1 | Set 2 | Set 3 | Set 4 | Set 5 | Total   |
| ---------- | ----- | ------------ | ----- | -------------- | ----- | ----- | ----- | ----- | ----- | ------- |
| 22 de mayo | 15:40 | Bélgica      | 2 : 3 | Países Bajos   | 25-21 | 19-25 | 25-23 | 29-31 | 10-15 | 108–115 |
| 22 de mayo | 19:10 | Japón        | 0 : 3 | Estados Unidos | 20-25 | 16-25 | 23-25 |       |       | 59-75   |
| 23 de mayo | 15:40 | Países Bajos | 0 : 3 | Estados Unidos | 19-25 | 21-25 | 23-25 |       |       | 63–75   |
| 23 de mayo | 19:10 | Japón        | 3 : 0 | Bélgica        | 25-19 | 25-20 | 25-19 |       |       | 75–58   |
| 24 de mayo | 15:40 | Bélgica      | 0 : 3 | Estados Unidos | 11-25 | 18-25 | 17-25 |       |       | 53–75   |
| 24 de mayo | 19:10 | Japón        | 0 : 3 | Países Bajos   | 18-25 | 18-25 | 21-25 |       |       | 57–75   |

Grupo 6
- Sede:  Suwon Indoor Gimnasium
- Todos los horarios corresponden a la hora de Suwon, Corea del Sur ( UTC+09:00 )

| Fecha      | Hora  | Equipo 1      | Sets  | Equipo 2 | Set 1 | Set 2 | Set 3 | Set 4 | Set 5 | Total |
| ---------- | ----- | ------------- | ----- | -------- | ----- | ----- | ----- | ----- | ----- | ----- |
| 22 de mayo | 15:00 | Italia        | 0 : 3 | Rusia    | 24-26 | 12-25 | 23-25 |       |       | 59–76 |
| 22 de mayo | 18:00 | Corea del Sur | 3 : 1 | Alemania | 23-25 | 26-24 | 25-16 | 25-16 |       | 99–81 |
| 23 de mayo | 16:00 | Italia        | 3 : 0 | Alemania | 25-22 | 25-18 | 25-20 |       |       | 75–60 |
| 23 de mayo | 19:00 | Corea del Sur | 3 : 0 | Rusia    | 25-19 | 25-14 | 25-17 |       |       | 75–50 |
| 24 de mayo | 16:00 | Alemania      | 1 : 3 | Rusia    | 25-19 | 21-25 | 15-25 | 23-25 |       | 84–94 |
| 24 de mayo | 19:00 | Corea del Sur | 0 : 3 | Italia   | 17-25 | 21-25 | 21-25 |       |       | 59–75 |

Grupo 7
- Sede:  Macau Forum
- Todos los horarios corresponden a la hora de Macao ( UTC+08:00 )

| Fecha      | Hora  | Equipo 1  | Sets  | Equipo 2  | Set 1 | Set 2 | Set 3 | Set 4 | Set 5 | Total   |
| ---------- | ----- | --------- | ----- | --------- | ----- | ----- | ----- | ----- | ----- | ------- |
| 22 de mayo | 16:30 | Tailandia | 1 : 3 | Serbia    | 18-25 | 23-25 | 25-19 | 19-25 |       | 85-94   |
| 22 de mayo | 20:00 | China     | 2 : 3 | Polonia   | 25-18 | 17-25 | 18-25 | 25-22 | 12-15 | 97-105  |
| 23 de mayo | 17:30 | Polonia   | 1 : 3 | Serbia    | 25-20 | 25-27 | 24-26 | 15-25 |       | 89-98   |
| 23 de mayo | 20:00 | China     | 3 : 1 | Tailandia | 25-23 | 26-24 | 22-25 | 25-17 |       | 98-89   |
| 24 de mayo | 17:30 | Polonia   | 2 : 3 | Tailandia | 22-25 | 25-21 | 23-25 | 25-21 | 14-16 | 109-108 |
| 24 de mayo | 20:00 | China     | 1 : 3 | Serbia    | 25-21 | 23-25 | 21-25 | 17-25 |       | 86-96   |

Grupo 8
- Sede:  Başkent VB Hall
- Todos los horarios corresponden a la hora de Ankara, Turquía ( UTC+03:00 )

| Fecha      | Hora  | Equipo 1             | Sets  | Equipo 2             | Set 1 | Set 2 | Set 3 | Set 4 | Set 5 | Total |
| ---------- | ----- | -------------------- | ----- | -------------------- | ----- | ----- | ----- | ----- | ----- | ----- |
| 22 de mayo | 14:00 | Argentina            | 0 : 3 | República Dominicana | 24-26 | 24-26 | 19-25 |       |       | 67-77 |
| 22 de mayo | 17:00 | Turquía              | 1 : 3 | Brasil               | 17-25 | 19-25 | 25-23 | 21-25 |       | 82–98 |
| 23 de mayo | 14:00 | Brasil               | 3 : 0 | Argentina            | 25-9  | 25-21 | 25-14 |       |       | 75–44 |
| 23 de mayo | 17:00 | Turquía              | 3 : 1 | República Dominicana | 25-20 | 17-25 | 25-20 | 25-19 |       | 92–84 |
| 24 de mayo | 14:00 | República Dominicana | 0 : 3 | Brasil               | 20-25 | 10-25 | 13-25 |       |       | 43–75 |
| 24 de mayo | 17:00 | Turquía              | 3 : 0 | Argentina            | 25-16 | 25-16 | 25-19 |       |       | 75–51 |

#### Semana 3
- Del 29 al 31 de mayo

Grupo 9
- Sede:  Omnisport
- Todos los horarios corresponden a la hora de Apeldoorn, Países Bajos ( UTC+02:00 )

| Fecha      | Hora  | Equipo 1      | Sets  | Equipo 2      | Set 1 | Set 2 | Set 3 | Set 4 | Set 5 | Total  |
| ---------- | ----- | ------------- | ----- | ------------- | ----- | ----- | ----- | ----- | ----- | ------ |
| 29 de mayo | 16:30 | Corea del Sur | 1 : 3 | Brasil        | 11-25 | 14-25 | 33-31 | 20-25 |       | 78–106 |
| 29 de mayo | 19:30 | Países Bajos  | 3 : 0 | Polonia       | 25-22 | 25-22 | 27-25 |       |       | 77–69  |
| 30 de mayo | 16:30 | Polonia       | 0 : 3 | Brasil        | 20-25 | 20-25 | 23-25 |       |       | 63–75  |
| 30 de mayo | 19:30 | Países Bajos  | 3 : 0 | Corea del Sur | 25-18 | 25-10 | 25-12 |       |       | 75–40  |
| 31 de mayo | 16:30 | Corea del Sur | 0 : 3 | Polonia       | 11-25 | 15-25 | 16-25 |       |       | 42–75  |
| 31 de mayo | 19:30 | Países Bajos  | 1 : 3 | Brasil        | 23-25 | 24-26 | 25-13 | 22-25 |       | 94–89  |

Grupo 10
- Sede:  Hala Sportova
- Todos los horarios corresponden a la hora de Kraljevo, Serbia ( UTC+02:00 )

| Fecha      | Hora  | Equipo 1 | Sets  | Equipo 2 | Set 1 | Set 2 | Set 3 | Set 4 | Set 5 | Total   |
| ---------- | ----- | -------- | ----- | -------- | ----- | ----- | ----- | ----- | ----- | ------- |
| 29 de mayo | 17:00 | Bélgica  | 0 : 3 | Turquía  | 19-25 | 18-25 | 24-26 |       |       | 61–76   |
| 29 de mayo | 20:00 | Serbia   | 3 : 0 | Rusia    | 25-23 | 25-19 | 25-18 |       |       | 75–60   |
| 30 de mayo | 16:00 | Turquía  | 2 : 3 | Rusia    | 23-25 | 25-19 | 25-23 | 20-25 | 11-15 | 104-107 |
| 30 de mayo | 19:00 | Bélgica  | 0 : 3 | Serbia   | 20-25 | 16-25 | 14-25 |       |       | 50-75   |
| 31 de mayo | 16:00 | Rusia    | 3 : 1 | Bélgica  | 25-21 | 25-20 | 23-25 | 25-18 |       | 98–84   |
| 31 de mayo | 19:00 | Turquía  | 2 : 3 | Serbia   | 20-25 | 25-22 | 25-18 | 23-25 | 12-15 | 105–105 |

Grupo 11
- Sede:  Indoor Stadium Hua Mark
- Todos los horarios corresponden a la hora de Bangkok, Tailandia ( UTC+07:00 )

| Fecha      | Hora  | Equipo 1             | Sets  | Equipo 2             | Set 1 | Set 2 | Set 3 | Set 4 | Set 5 | Total   |
| ---------- | ----- | -------------------- | ----- | -------------------- | ----- | ----- | ----- | ----- | ----- | ------- |
| 29 de mayo | 15:05 | Alemania             | 0 : 3 | Estados Unidos       | 18-25 | 17-25 | 17-25 |       |       | 52 –75  |
| 29 de mayo | 18:05 | Tailandia            | 0 : 3 | República Dominicana | 21-25 | 22-25 | 20-25 |       |       | 63–75   |
| 30 de mayo | 15:05 | República Dominicana | 0 : 3 | Estados Unidos       | 20-25 | 23-25 | 21-25 |       |       | 64-75   |
| 30 de mayo | 18:05 | Tailandia            | 2 : 3 | Alemania             | 23-25 | 26-28 | 25-23 | 25-22 | 10-15 | 109–113 |
| 31 de mayo | 15:05 | República Dominicana | 1 : 3 | Alemania             | 22-25 | 15-25 | 25-21 | 12-25 |       | 74-96   |
| 31 de mayo | 18:05 | Tailandia            | 0 : 3 | Estados Unidos       | 10-25 | 22-25 | 16-25 |       |       | 48-75   |

Grupo 12
- Sede:  Hong Kong Coliseum
- Todos los horarios corresponden a la hora de Hong Kong ( UTC+08:00 )

| Fecha      | Hora  | Equipo 1  | Sets  | Equipo 2  | Set 1 | Set 2 | Set 3 | Set 4 | Set 5 | Total   |
| ---------- | ----- | --------- | ----- | --------- | ----- | ----- | ----- | ----- | ----- | ------- |
| 29 de mayo | 18:00 | Japón     | 3 : 2 | Italia    | 20-25 | 25-23 | 20-25 | 25-23 | 15-11 | 105-107 |
| 29 de mayo | 20:30 | China     | 3 : 0 | Argentina | 25-22 | 25-16 | 25-12 |       |       | 75–50   |
| 30 de mayo | 18:00 | Argentina | 0 : 3 | Italia    | 15-25 | 16-25 | 18-25 |       |       | 49-75   |
| 30 de mayo | 20:30 | China     | 3 : 0 | Japón     | 25-21 | 25-19 | 25-17 |       |       | 75–57   |
| 31 de mayo | 18:00 | Japón     | 3 : 0 | Argentina | 25-16 | 25-21 | 25-21 |       |       | 75-58   |
| 31 de mayo | 20:30 | China     | 1 : 3 | Italia    | 18-25 | 14-25 | 25-16 | 18-25 |       | 75-91   |

#### Semana 4
- Del 5 al 7 de junio

Grupo 13
- Sede:  Topsportcentrum Rotterdam
- Todos los horarios corresponden a la hora de Róterdam, Países Bajos ( UTC+02:00 )

| Fecha      | Hora  | Equipo 1             | Sets  | Equipo 2             | Set 1 | Set 2 | Set 3 | Set 4 | Set 5 | Total   |
| ---------- | ----- | -------------------- | ----- | -------------------- | ----- | ----- | ----- | ----- | ----- | ------- |
| 5 de junio | 16:30 | Italia               | 3 : 2 | Serbia               | 19-25 | 25-21 | 25-21 | 18-25 | 15-13 | 102–105 |
| 5 de junio | 19:30 | Países Bajos         | 3 : 0 | República Dominicana | 25-22 | 25-21 | 25-18 |       |       | 75–61   |
| 6 de junio | 16:30 | Serbia               | 3 : 0 | República Dominicana | 25-19 | 25-20 | 25-13 |       |       | 75–52   |
| 6 de junio | 19:30 | Países Bajos         | 2 : 3 | Italia               | 25-18 | 23-25 | 25-19 | 15-25 | 8-15  | 96-102  |
| 7 de junio | 16:30 | República Dominicana | 0 : 3 | Italia               | 18-25 | 15-25 | 20-25 |       |       | 53-75   |
| 7 de junio | 19:30 | Países Bajos         | 3 : 2 | Serbia               | 15-25 | 19-25 | 29-27 | 25-17 | 20-18 | 108-112 |

Grupo 14
- Sede:  Jiangmen Sports Hall
- Todos los horarios corresponden a la hora de Jiangmen, China ( UTC+08:00 )

| Fecha      | Hora  | Equipo 1       | Sets  | Equipo 2       | Set 1 | Set 2 | Set 3 | Set 4 | Set 5 | Total   |
| ---------- | ----- | -------------- | ----- | -------------- | ----- | ----- | ----- | ----- | ----- | ------- |
| 5 de junio | 16:00 | Rusia          | 0 : 3 | Estados Unidos | 14-25 | 18-25 | 18-25 |       |       | 50-75   |
| 5 de junio | 19:30 | China          | 2 : 3 | Brasil         | 25-19 | 23-25 | 25-27 | 25-10 | 14-16 | 112-97  |
| 6 de junio | 16:00 | Estados Unidos | 3 : 1 | Brasil         | 25-23 | 26-28 | 25-21 | 25-18 |       | 101–90  |
| 6 de junio | 19:30 | China          | 3 : 0 | Rusia          | 25-21 | 25-19 | 25-22 |       |       | 75–62   |
| 7 de junio | 16:00 | Brasil         | 3 : 2 | Rusia          | 15-25 | 25-21 | 25-20 | 19-25 | 17-15 | 101–106 |
| 7 de junio | 19:30 | China          | 0 : 3 | Estados Unidos | 20-25 | 22-25 | 20-25 |       |       | 62–75   |

Grupo 15
- Sede:  Chartchai Hall
- Todos los horarios corresponden a la hora de Nakhon Ratchasima, Tailandia ( UTC+07:00 )

| Fecha      | Hora  | Equipo 1      | Sets  | Equipo 2      | Set 1 | Set 2 | Set 3 | Set 4 | Set 5 | Total   |
| ---------- | ----- | ------------- | ----- | ------------- | ----- | ----- | ----- | ----- | ----- | ------- |
| 5 de junio | 15:05 | Japón         | 1 : 3 | Turquía       | 17-25 | 23-25 | 25-13 | 11-25 |       | 76–88   |
| 5 de junio | 18:05 | Tailandia     | 1 : 3 | Corea del Sur | 16-25 | 18-25 | 25-20 | 24-26 |       | 83–96   |
| 6 de junio | 15:05 | Japón         | 3 : 0 | Corea del Sur | 25-22 | 25-14 | 25-20 |       |       | 75–56   |
| 6 de junio | 18:05 | Tailandia     | 1 : 3 | Turquía       | 20-25 | 28-30 | 25-18 | 19-25 |       | 92–98   |
| 7 de junio | 15:05 | Corea del Sur | 0 : 3 | Turquía       | 19-25 | 21-25 | 23-25 |       |       | 63-75   |
| 7 de junio | 18:05 | Tailandia     | 2 : 3 | Japón         | 25-19 | 25-20 | 17-25 | 19-25 | 20-22 | 106-111 |

Grupo 16
- Sede:  Łuczniczka
- Todos los horarios corresponden a la hora de Bydgoszcz, Polonia ( UTC+02:00 )

| Fecha      | Hora  | Equipo 1  | Sets  | Equipo 2  | Set 1 | Set 2 | Set 3 | Set 4 | Set 5 | Total |
| ---------- | ----- | --------- | ----- | --------- | ----- | ----- | ----- | ----- | ----- | ----- |
| 5 de junio | 17:30 | Alemania  | 3 : 1 | Bélgica   | 25-19 | 25-21 | 22-25 | 25-23 |       | 97–88 |
| 5 de junio | 20:30 | Polonia   | 3 : 0 | Argentina | 25-11 | 25-14 | 25-20 |       |       | 75–45 |
| 6 de junio | 17:30 | Bélgica   | 3 : 0 | Argentina | 25-22 | 25-16 | 25-14 |       |       | 75–52 |
| 6 de junio | 20:30 | Polonia   | 3 : 1 | Alemania  | 25-21 | 21-25 | 25-20 | 25-9  |       | 96–75 |
| 7 de junio | 17:30 | Argentina | 0 : 3 | Alemania  | 16-25 | 13-25 | 16-25 |       |       | 45–75 |
| 7 de junio | 20:30 | Polonia   | 3 : 1 | Bélgica   | 22-25 | 25-22 | 27-25 | 25-14 |       | 99–86 |

#### Semana 5
- Del 12 al 14 de junio

Grupo 17
- Sede:  Porsche-Arena
- Todos los horarios corresponden a la hora de Stuttgart, Alemania ( UTC+02:00 )

| Fecha       | Hora  | Equipo 1 | Sets  | Equipo 2     | Set 1 | Set 2 | Set 3 | Set 4 | Set 5 | Total   |
| ----------- | ----- | -------- | ----- | ------------ | ----- | ----- | ----- | ----- | ----- | ------- |
| 12 de junio | 17:30 | Turquía  | 2 : 3 | Países Bajos | 11-25 | 29-31 | 25-16 | 25-20 | 10-15 | 100-107 |
| 12 de junio | 20:30 | Alemania | 2 : 3 | China        | 25-20 | 27-25 | 17-25 | 23-25 | 8-15  | 100-110 |
| 13 de junio | 17:30 | China    | 1 : 3 | Países Bajos | 24-26 | 25-17 | 17-25 | 21-25 |       | 87-103  |
| 13 de junio | 20:30 | Alemania | 1 : 3 | Turquía      | 16-25 | 15-25 | 25-20 | 19-25 |       | 75-95   |
| 14 de junio | 17:30 | China    | 1 : 3 | Turquía      | 26-28 | 21-25 | 25-20 | 20-25 |       | 92-98   |
| 14 de junio | 20:30 | Alemania | 1 : 3 | Países Bajos | 21-25 | 16-25 | 26-24 | 19-25 |       | 82-99   |

Grupo 18
- Sede:  Hala Widowiskowo-Sportowa
- Todos los horarios corresponden a la hora de Wałbrzych, Polonia ( UTC+02:00 )

| Fecha       | Hora  | Equipo 1             | Sets  | Equipo 2             | Set 1 | Set 2 | Set 3 | Set 4 | Set 5 | Total   |
| ----------- | ----- | -------------------- | ----- | -------------------- | ----- | ----- | ----- | ----- | ----- | ------- |
| 12 de junio | 17:30 | Rusia                | 3 : 0 | República Dominicana | 25-21 | 25-20 | 25-16 |       |       | 75–57   |
| 12 de junio | 20:30 | Polonia              | 3 : 2 | Japón                | 18-25 | 25-15 | 25-16 | 21-25 | 16-14 | 105–95  |
| 13 de junio | 17:30 | República Dominicana | 2 : 3 | Japón                | 15-25 | 25-14 | 25-21 | 27-29 | 13-15 | 105–104 |
| 13 de junio | 20:30 | Polonia              | 3 : 0 | Rusia                | 25-21 | 25-18 | 25-15 |       |       | 75–54   |
| 14 de junio | 17:30 | Rusia                | 3 : 2 | Japón                | 19-25 | 25-14 | 25-16 | 23-25 | 15-10 | 107–90  |
| 14 de junio | 20:30 | Polonia              | 1 : 3 | República Dominicana | 18-25 | 25-16 | 21-25 | 20-25 |       | 84-91   |

Grupo 19
- Sede:  Pala Sele
- Todos los horarios corresponden a la hora de Eboli, Italia ( UTC+02:00 )

| Fecha       | Hora  | Equipo 1 | Sets  | Equipo 2  | Set 1 | Set 2 | Set 3 | Set 4 | Set 5 | Total   |
| ----------- | ----- | -------- | ----- | --------- | ----- | ----- | ----- | ----- | ----- | ------- |
| 12 de junio | 17:00 | Brasil   | 3 : 1 | Bélgica   | 25-15 | 25-14 | 21-25 | 25-23 |       | 96–77   |
| 12 de junio | 20:00 | Italia   | 3 : 0 | Tailandia | 25-11 | 25-17 | 25-15 |       |       | 75–43   |
| 13 de junio | 17:00 | Brasil   | 3 : 1 | Tailandia | 25-16 | 25-22 | 18-25 | 25-13 |       | 93–76   |
| 13 de junio | 20:00 | Italia   | 3 : 0 | Bélgica   | 25-22 | 25-18 | 25-19 |       |       | 75–59   |
| 14 de junio | 17:00 | Bélgica  | 3 : 1 | Tailandia | 26-24 | 23-25 | 25-20 | 25-21 |       | 99–90   |
| 14 de junio | 20:00 | Italia   | 3 : 2 | Brasil    | 22-25 | 25-20 | 17-25 | 25-19 | 15-12 | 104–101 |

Grupo 20
- Sede:  UTN Stadium
- Todos los horarios corresponden a la hora de Santa Fé, Argentina ( UTC-03:00 )

| Fecha       | Hora  | Equipo 1      | Sets  | Equipo 2       | Set 1 | Set 2 | Set 3 | Set 4 | Set 5 | Total  |
| ----------- | ----- | ------------- | ----- | -------------- | ----- | ----- | ----- | ----- | ----- | ------ |
| 12 de junio | 17:40 | Serbia        | 3 : 1 | Estados Unidos | 30-28 | 23-25 | 25-20 | 25-18 |       | 103–91 |
| 12 de junio | 20:40 | Argentina     | 3 : 0 | Corea del Sur  | 25-18 | 26-24 | 25-21 |       |       | 76–63  |
| 13 de junio | 17:40 | Corea del Sur | 0 : 3 | Estados Unidos | 13-25 | 23-25 | 19-25 |       |       | 55-'75 |
| 13 de junio | 20:40 | Argentina     | 0 : 3 | Serbia         | 27-29 | 13-25 | 16-25 |       |       | 56-79  |
| 14 de junio | 17:40 | Corea del Sur | 0 : 3 | Serbia         | 17-25 | 20-25 | 11-25 |       |       | 48-75  |
| 14 de junio | 20:40 | Argentina     | 0 : 3 | Estados Unidos | 15-25 | 14-25 | 15-25 |       |       | 44-75  |

## Ronda final

### Fase de grupos
- Del 27 al 29 de junio
- Sede:  Olympic Sports Centre
- Todos los horarios corresponden a la hora de Nankín, China ( UTC+08:00 )

##### Grupo A
| Posición | Equipo       | Partidos | Partidos | Partidos | Pts | Sets | Sets | Sets  | Puntos | Puntos | Puntos |
| Posición | Equipo       | PJ       | PG       | PP       | Pts | SG   | SP   | Ratio | PG     | PP     | Ratio  |
| -------- | ------------ | -------- | -------- | -------- | --- | ---- | ---- | ----- | ------ | ------ | ------ |
| 1.º      | Brasil       | 2        | 2        | 0        | 6   | 6    | 0    | MAX   | 150    | 120    | 1250   |
| 2.º      | China        | 2        | 1        | 1        | 3   | 3    | 4    | 0.750 | 159    | 161    | 0.988  |
| 3.º      | Países Bajos | 2        | 0        | 2        | 0   | 1    | 6    | 0.167 | 142    | 170    | 0.835  |

     – Clasificadas a Semifinales.
Resultados
| Fecha       | Hora  | Equipo 1 | Sets  | Equipo 2     | Set 1 | Set 2 | Set 3 | Set 4 | Set 5 | Total |
| ----------- | ----- | -------- | ----- | ------------ | ----- | ----- | ----- | ----- | ----- | ----- |
| 27 de junio | 19:15 | China    | 3 : 1 | Países Bajos | 20-25 | 25-21 | 25-22 | 25-18 |       | 95–86 |
| 28 de junio | 19:15 | Brasil   | 3 : 0 | Países Bajos | 25-16 | 25-17 | 25-23 |       |       | 75–56 |
| 29 de junio | 20:30 | China    | 0 : 3 | Brasil       | 20-25 | 22-25 | 22-25 |       |       | 64–75 |

##### Grupo B
| Posición | Equipo         | Partidos | Partidos | Partidos | Pts | Sets | Sets | Sets  | Puntos | Puntos | Puntos |
| Posición | Equipo         | PJ       | PG       | PP       | Pts | SG   | SP   | Ratio | PG     | PP     | Ratio  |
| -------- | -------------- | -------- | -------- | -------- | --- | ---- | ---- | ----- | ------ | ------ | ------ |
| 1.º      | Estados Unidos | 2        | 2        | 0        | 5   | 6    | 2    | 3000  | 182    | 165    | 1103   |
| 2.º      | Turquía        | 2        | 1        | 1        | 3   | 5    | 5    | 1000  | 202    | 206    | 0.981  |
| 3.º      | Serbia         | 2        | 0        | 2        | 1   | 2    | 6    | 0.333 | 171    | 184    | 0.929  |

     – Clasificadas a Semifinales.
Resultados
| Fecha       | Hora  | Equipo 1       | Sets  | Equipo 2 | Set 1 | Set 2 | Set 3 | Set 4 | Set 5 | Total   |
| ----------- | ----- | -------------- | ----- | -------- | ----- | ----- | ----- | ----- | ----- | ------- |
| 27 de junio | 15:00 | Estados Unidos | 3 : 2 | Turquía  | 17-25 | 21-25 | 25-21 | 25-15 | 15-11 | 103–97  |
| 28 de junio | 15:00 | Serbia         | 2 : 3 | Turquía  | 25-20 | 21-25 | 18-25 | 25-19 | 14-16 | 103-105 |
| 29 de junio | 15:00 | Estados Unidos | 3 : 0 | Serbia   | 29-27 | 25-22 | 25-19 |       |       | 79–68   |

### Fase final
- Del 30 de junio al 1 de julio
- Sede:  Olympic Sports Centre
- Todos los horarios corresponden a la hora de Nankín, China ( UTC+08:00 )

|  | Semifinales | Semifinales    | Semifinales    |                |         | Final         | Final         | Final         |  |
|  | 30 de junio | 30 de junio    | 30 de junio    |                |         | 1 de julio    | 1 de julio    | 1 de julio    |  |
|  |             |                |                |                |         |               |               |               |  |
|  |             |                |                |                |         |               |               |               |  |
|  | 1A          | Brasil         | 0              |                |         |               |               |               |  |
|  | 1A          | Brasil         | 0              |                |         |               |               |               |  |
|  | 2B          | Turquía        | 3              |                |         |               |               |               |  |
|  | 2B          | Turquía        | 3              |                | Turquía | Turquía       | 2             |               |  |
|  |             |                |                |                | Turquía | Turquía       | 2             |               |  |
|  |             |                | Estados Unidos | Estados Unidos | 3       |               |               |               |  |
|  | 1B          | Estados Unidos | Estados Unidos | Estados Unidos | 3       | 3             |               |               |  |
|  | 1B          | Estados Unidos |                |                |         | 3             |               |               |  |
|  | 2A          | China          | 1              |                |         | Tercer puesto | Tercer puesto | Tercer puesto |  |
|  | 2A          | China          | 1              |                |         | Tercer puesto | Tercer puesto | Tercer puesto |  |
|  |             |                |                |                |         |               |               |               |  |
|  |             |                |                |                |         | Brasil        | Brasil        | 0             |  |
|  |             |                |                |                |         | Brasil        | Brasil        | 0             |  |
|  |             |                |                |                |         | China         | China         | 3             |  |
|  |             |                |                |                |         | China         | China         | 3             |  |
|  |             |                |                |                |         |               |               |               |  |

##### Semifinales
| Fecha       | Hora  | Equipo 1       | Sets  | Equipo 2 | Set 1 | Set 2 | Set 3 | Set 4 | Set 5 | Total |
| ----------- | ----- | -------------- | ----- | -------- | ----- | ----- | ----- | ----- | ----- | ----- |
| 30 de junio | 15:00 | Brasil         | 0 : 3 | Turquía  | 23-25 | 23-25 | 22-25 |       |       | 68-75 |
| 30 de junio | 19:45 | Estados Unidos | 3 : 1 | China    | 25-23 | 25-20 | 18-25 | 25-18 |       | 93–86 |

##### Tercer Lugar
| Fecha      | Hora  | Equipo 1 | Sets  | Equipo 2 | Set 1 | Set 2 | Set 3 | Set 4 | Set 5 | Total |
| ---------- | ----- | -------- | ----- | -------- | ----- | ----- | ----- | ----- | ----- | ----- |
| 1 de julio | 15:00 | Brasil   | 0 : 3 | China    | 18-25 | 22-25 | 22-25 |       |       | 62-75 |

##### Final
| Fecha      | Hora  | Equipo 1 | Sets  | Equipo 2       | Set 1 | Set 2 | Set 3 | Set 4 | Set 5 | Total  |
| ---------- | ----- | -------- | ----- | -------------- | ----- | ----- | ----- | ----- | ----- | ------ |
| 1 de julio | 19:00 | Turquía  | 2 : 3 | Estados Unidos | 25-17 | 22-25 | 28-26 | 15-25 | 7-15  | 97-108 |

## Posiciones finales
| Pos.              | Equipo               |
| ----------------- | -------------------- |
| Medalla de oro    | Estados Unidos       |
| Medalla de plata  | Turquía              |
| Medalla de bronce | China                |
| 4                 | Brasil               |
| 5                 | Serbia               |
| 6                 | Países Bajos         |
| 7                 | Italia               |
| 8                 | Rusia                |
| 9                 | Polonia              |
| 10                | Japón                |
| 11                | Alemania             |
| 12                | Corea del Sur        |
| 13                | Bélgica              |
| 14                | República Dominicana |
| 15                | Tailandia            |
| 16                | Argentina            |

| \| \| \| \| \| Campeón Estados Unidos[6] 1.er título \| Plantel: 1 Micha Hancock, 3 Carli Lloyd, 4 Justine Wong-Orantes, 5 Rachael Adams, 6 TeTori Dixon, 8 Lauren Gibbemeyer, 9 Madison Kingdon, 10 Jordan Larson , 11 Andrea Drews, 12 Kelly Murphy, 14 Michelle Bartsch-Hackley, 15 Kimberly Hill, 16 Foluke Akinradewo, 23 Kelsey Robinson. Entrenador: Karch Kiraly. |
| |
| |
| Campeón Estados Unidos 1.er título |

|                                    |
|                                    |
| Campeón Estados Unidos 1.er título |

## Distinciones individuales
| Categoría                   | Ganadora                          |
| --------------------------- | --------------------------------- |
| Jugadora Más Valiosa (MVP)  | Michelle Bartsch-Hackley          |
| Mejor colocadora / armadora | Cansu Özbay                       |
| Mejor atacante opuesta      | Tandara Caixeta                   |
| Mejor punta / receptora     | Michelle Bartsch-Hackley Zhu Ting |
| Mejor central / media       | Tori Dixon Eda Erdem Dündar       |
| Mejor líbero                | Suelen Pinto                      |
| Mayor anotadora             | Malwina Smarzek (361 pts)         |